# 홀쭉이 뚱뚱이 논산 훈련소에 가다
"홀쭉이 뚱뚱이 논산 훈련소에 가다"는 한국에서 제작된 김화랑 감독의 1959년 영화이다. 양훈 등이 주연으로 출연하였고 임화수 등이 제작에 참여하였다.

## 줄거리
논산 훈련소에 입소한 어느 두 사람. 그들의 이름은 홀쭉이과 뚱뚱이이다. 그들은 훈련소에서의 생활에 적응하지 못하고 온갖 사건들에 휩싸이는데...

## 출연

### 주연
- 양훈
- 양석천
- 조미령
- 윤일봉

## 기타
- 조명: 김성춘
- 녹음: 이경순
- 미술: 이봉선